# Maria Doroteia av Portugal
Maria Doroteia av Portugal, född 1739, död 1771, var en portugisisk prinsessa. Hon var dotter till Josef I av Portugal och Mariana Victoria av Spanien. 
Hon fick liksom sina systrar den bildning som ansågs lämplig för kvinnor under denna tid, med ett fokus på dels religion, och dels på sällskapstalanger som målning, konst och musik. Hon närvarade med sina systrar vid faderns tronbestigning 1750, och vid sin syster tronföljarens bröllop med deras farbror 1760. Hon gifte sig aldrig. Hon föreslogs gifta sig med Ludvig Filip av Bourbon-Orléans (1747–1793), men vägrade. Under de sista sju åren av sitt liv insjuknade hon i en sjukdom som beskrivs som en brist på aptit orsakad av hysteri, vilket resulterade i en svält som tillsammans med de ständiga åderlåtningarna orsakade hennes död genom försvagning 1771. 